# Pilasti navoj
Pilasti navoj ili kosi navoj je navoj koji za osnovicu ima pravokutni trokut s kutom profila β = 30°, a stvarni, trapez s različito zakošenim krakovima. Koristi se za navojna vretena koja puno rade jer ima manje trenje od trapeznog navoja, ali prenosi velike sile samo u jednom smjeru. Pilasti navoji prvog reda prioriteta se koriste za uobičajenu upotrebu, pilasti navoji drugog reda prioriteta se koriste za posebne slučajeve, a trećeg prioriteta nalazimo samo u starim konstrukcijama. Pilasti navoji se izrađuju u 3 izvedbe, i to u normalnoj, sitnoj (finoj) i krupnoj. Pilasti navoj označava se slovima S, te nominalnim promjerom navoja d i korakom navoja P u mm, na primjer, S 20 × 4. Oznake, na primjer, S48 x 8, S48 x 3, S48 x 12 znače promjer puta normalni, odnosno sitni i krupni korak, u milimetrima. Također se upotrebljavaju za viševojne vijke.